# Región de Bernina
La Región de Bernina es una unidad administrativa del cantón de los Grisones, Suiza. Sustituyó el 1 de enero de 2017 al anterior distrito de Bernina, con el que coincide. Los dos círculos en los que se subdividía fueron disueltos. 
Esta región comprende dos comunas:
- Brusio
- Poschiavo